# Cuauhtémoc Ochoa Fernández
Cuauhtémoc Ochoa Fernández (Ciudad de México, 1 de diciembre de 1970) es un ingeniero civil y político mexicano, afiliado al Movimiento Regeneración Nacional. Fue dos veces diputado federal, primero como plurinominal de 2003 a 2006 y por el distrito 5 de Hidalgo de 2021 a 2024. Desde el 1 de septiembre de 2024, es senador al Congreso de la Unión en segunda fórmula por Hidalgo. 

## Trayectoria académica
Cuauhtémoc Ochoa Fernández es ingeniero civil egresado de la Universidad Iberoamericana, tiene además estudios de diplomado en certificación de calidad ISO-9002 y en Finanzas y Administración por el Instituto Tecnológico Autónomo de México.

## Trayectoria política
Se afilió al Partido Verde Ecologista de México en 1999, ha sido presidente estatal y delegado del partido en Hidalgo, así como ha participado en diversas campañas políticas y sido candidato a diputado local por la vía plurinominal.
Como miembro del PVEM, fue electo por primera ocasión diputado federal por la vía plurinominal a la LIX Legislatura de 2003 a 2006; y en la cual fue secretario de las comisiones de Energía; Encargada de revisar las políticas implementadas para determinar los precios del petróleo; de Hacienda y Crédito Público; de Investigación (Construcciones) encargada de revisar la legalidad de los contratos de obra pública otorgados por organismos descentralizados y empresas de participación estatal mayoritaria a la empresa Construcciones Prácticas, SA de CV; e, Investigadora del daño ecológico y social generado por PEMEX; así como integrante de las comisiones de Administración; Especial de investigación sobre el Instituto para la Protección al Ahorro Bancario, IPAB; de Vivienda; y, de Recursos Hidráulicos.
En 2007, el entonces gobernador de Hidalgo, Miguel Ángel Osorio Chong, lo nombró titular de la secretaria de Turismo de Hidalgo, pasando en 2009 a la titularidad de la secretaría de Obras Públicas, Comunicaciones, Transporte y Asentamientos por nombramiento del mismo gobernador hasta el término de su gobierno en 2011. En dicho año siguió a Osorio Chong a la estructura de campaña del candidato del PRI a presidenta de México, Enrique Peña Nieto, en cuya campaña electoral ocupó el cargo de coordinador de Energía. Al ser electo y tomar posesión como presidente de México, Peña Nieto lo nombró subsecretario de Fomento y Normatividad Ambiental de la Secretaría de Medio Ambiente y Recursos Naturales, y permaneció en dicho cargo los seis años gobierno, hasta 2018.
En 2021, aún como integrante del PVEM, pero en la coalición Juntos Haremos Historia fue postulado por segunda ocasión candidato a diputado federal, en esta ocasión en representación del Distrito 5 de Hidalgo; resultó electo a la LXV Legislatura que concluirá en 2021 y en la que es secretario de la comisión de Energía; e integrante de las comisiones de Ganadería; y de Transparencia y Anticorrupción.
Aunque había sido electo como miembro del PVEM, antes de asumir la diputación, anunció su integración en el grupo parlamentario del Movimiento Regeneración Nacional; y el 11 de noviembre del mismo año, solicitó su registro como aspirante a la candidatura de Morena a la gubernatura de Hidalgo, candidatura que fue finalmente ganada por el senador Julio Menchaca Salazar.
En 2024, fue postulado por Morena como candidato al senado en segunda fórmula junto a Simey Olvera Bautista, por la coalición Sigamos Haciendo Historia, su fórmula logró el 46.71% de los votos emitidos, veintiséis puntos de diferencia sobre el binomio de la alianza Fuerza y Corazón por México, liderado por Carolina Viggiano Austria, obteniendo su escaño por el principio de la mayoría relativa. Tomó posesión como senador de la república el 1 de septiembre de 2024. 